# West Lebanon (Indiana)
West Lebanon – miasto w Stanach Zjednoczonych, w stanie Indiana, w hrabstwie Warren.